# 关节炎
關節炎（英語：arthritis）是各种因素（炎症、感染、创伤、退化）引起的关节腔及其组成部分的炎性病变。症狀常包括關節疼痛和僵硬，其他可能的症狀包括發紅、發熱、腫脹、患病關節活動度縮小。某些關節炎，除了關節外，也會影響其他器官。發病可能是漸進式，或是突然急性發作。
關節炎有超過100多種，最常見的是骨關節炎（退化性關節病）和類風濕性關節炎。骨關節炎常隨年齡增長而發病於手指、膝和髖。類風濕性關節炎是一種以侵犯手部與足部關節的自體免疫性疾病。其他種類則有痛風、全身性紅斑狼瘡、纖維肌痛和敗血性關節炎，以上即為各種類型的風濕。
可能的治療方式包含讓關節休息和交替冰熱敷，減重和運動可能有益。建議用藥則依不同類型的關節炎而異。包括使用止痛藥，如布洛芬和对乙酰氨基酚。在某些情況，進行關節置換術可能有益。
超過3.8%的人患有骨關節炎，類風濕性關節炎的盛行率約為0.24%。在西方世界，約有1-2%的人在人生某個階段會罹患痛風。在美國，超過兩成的人患有某種關節炎，在澳洲則為15%。綜觀來說，隨著年齡增加，關節炎也愈見普遍。關節炎是影響工作的常見原因，並導致生活品質下降。關節炎的英文源自拉丁文，由代表關節的字根 arthr- 和代表發炎的字尾 -itis 組成。

## 分類
依關節炎發病時影響的關節數量，可以分為只有一個關節發炎的單關節炎，同時有五個或五個以上關節同時發作的多關節炎，而介於其間，影響到2到4個關節的是寡關節炎。
關節痛是某些疾病的原發病症與主要症狀，當一個人患有“關節炎”時，通常意味著他們患有下列其中一種疾病，包括：
- 骨關節炎
- 類風濕性關節炎
- 痛風
- 敗血性關節炎
- 僵直性脊椎炎
- 幼年特發性關節炎
- 成人史迪爾氏症候群

關節痛也可能是其他疾病的症狀，在這種情況下，關節炎被認為是繼發於主要疾病的疾病，包括：
- 乾癬（乾癬性關節炎）
- 反應性關節炎
- 埃勒斯-當洛二氏症候群
- 血色沉著病
- 肝炎
- 萊姆病
- 乾燥症
- 橋本氏甲狀腺炎
- 乳糜瀉[20]
- 非乳糜泻麸质敏感（英语：Non-celiac gluten sensitivity）[21][22][23]
- 炎症性腸病（包括克隆氏症與潰瘍性結腸炎）
- 過敏性紫癜
- 免疫球蛋白D過多症候群合併反覆發燒（英语：Hyperimmunoglobulinemia D with recurrent fever）
- 結節病
- 膠脂質營養不良（英语：Whipple's disease）[24]
- 腫瘤壞死因子受體有關的週期性症候群（英语：TNF receptor associated periodic syndrome）
- 肉芽腫併多發性血管炎（和其它血管炎症候群）
- 家族性地中海熱（英语：Familial Mediterranean fever）
- 全身性紅斑狼瘡

「未分化關節炎」是指臨床上不符合特定疾病類別的關節炎，這可能是某種已知風濕病的早期階段。

## 症狀
| 關節疾病的關節外特徵 |
| -------------------- |
| 皮膚結節             |
| 皮膚血管炎病灶       |
| 淋巴結病變           |
| 水腫                 |
| 眼部炎症             |
| 尿道炎               |
| 腱鞘炎               |
| 滑囊炎               |
| 腹瀉                 |
| 口生殖器潰瘍         |

不同嚴重程度的疼痛是所有類型關節炎的常見症狀。其他症狀包括腫脹、關節僵硬、關節周圍酸痛。狼瘡和類風濕性關節炎等關節炎疾病可影響身體的其他器官，導致多種症狀。症狀可能包括：
- 無法用手或無法步行
- 關節僵硬，尤其早上或關節使用後
- 不適和疲勞
- 體重下降
- 睡眠不佳
- 肌肉痛
- 壓痛（英语：Tenderness (medicine)）
- 關節活動困難

晚期的關節炎常見明顯的繼發性變化。例如關節炎症狀使人難以走動或運動，可能導致後續效應，比如：

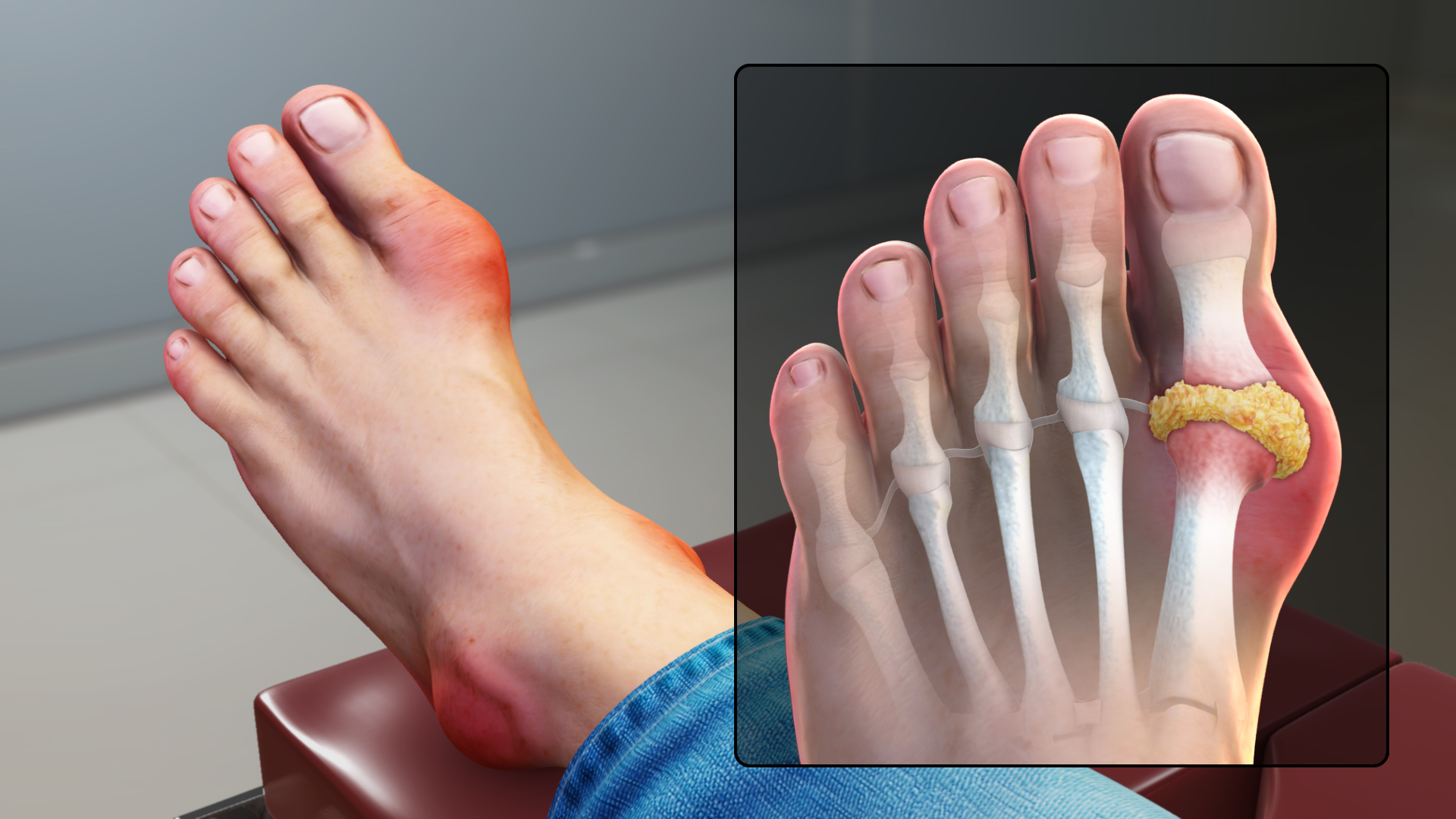
痛風影響足部。

- 肌肉無力
- 失去靈活度（英语：Flexibility (anatomy)）
- 有氧運動能力下降

除主要症狀外，這些變化可對生活品質造成巨大影響。

### 身心障礙
在美國，關節炎是身心障礙最常見的原因，超過2000萬的關節炎患者在日常功能上受到嚴重限制。關節炎病患常必須曠工（Absenteeism）和看醫生。關節炎可使身體活動變得非常困難而束手無策。據估計，關節炎病例的總社會成本接近1000億美元，其中近50％來自收入的損失，每年關節炎導致近100萬人次住院以及近4500萬人次就診。
行動不便加上上述症狀，導致難以維持體能活動，從而增加肥胖症、高膽固醇血症、心臟病的風險。關節炎病患罹患抑鬱症的風險也增加，原因可能是多重因素，包括擔心症狀惡化。

## 診斷
診斷仰賴醫療專業人員的臨床身體檢查，並可能安排其他檢查如放射檢查和血液檢查，具體取決於懷疑哪種關節炎而定。所有關節炎都有潛在的疼痛問題。疼痛模式可取決於關節炎種類和部位。類風濕性關節炎的症狀通常早晨較嚴重，伴有持續30分鐘以上的僵硬，但在疾病早期，洗熱水澡可能使症狀消失。另一方面，骨關節炎的早晨僵硬相對容易被活動和運動緩解。在老年人和兒童，疼痛可能不是主要表現。老年患者只會減少活動，而嬰兒患者則會減少患肢的使用。
疾病的病史引導診斷判斷。重要的病史包含：發作的速度和時間、受影響的關節型態、症狀的對稱性、早晨的僵硬、壓痛、因不活動而有卡住的感覺、加重和緩解因子、其他全身性的症狀。身體檢查可能可以確認診斷或暗示有全身性的疾病。放射線檢查常用於追蹤病情進展或幫助評估嚴重度。
血液檢查和關節的X射線檢查常用來幫助診斷。如果懷疑某種關節炎，則應進行特定的血液檢查，可能包括：類風濕因子、抗核抗體、可提取的核抗原、特異性抗體。
其他影像学检查包含醫學超音波檢查、X射線電腦斷層掃描、核磁共振成像檢查等。

### 骨關節炎
即「退化性關節炎」，是最常見的關節炎。大小關節都可患病，包括手、腕、足部、背部、髖、膝；實質上是由於日常關節磨損引起的疾病，但也可能因為受傷導致。一些關節畸形如膝外翻、髖臼過度覆蓋、髖臼發育不良，也被認為是膝或髖骨關節炎的誘因。骨關節炎開始於軟骨並最終導致兩個相對的骨頭相互磨損。疾病剛開始是身體活動時會有輕微疼痛，之後會變成持續的疼痛，甚至休息時也痛。疼痛可使人衰弱並妨礙病患進行某些活動。骨關節炎通常會影響承重關節，例如背部、膝、髖。與類風濕性關節炎不同，骨關節炎最常見於老年人，骨關節炎最強的預測因子是年齡的增加，這可能是由於軟骨細胞維持軟骨結構的能力下降所致。65歲以上女性超過30％會有某種程度的骨關節炎。其他骨關節炎的危險因子包括曾有關節外傷、肥胖、久坐的生活型態。

### 類風濕性關節炎

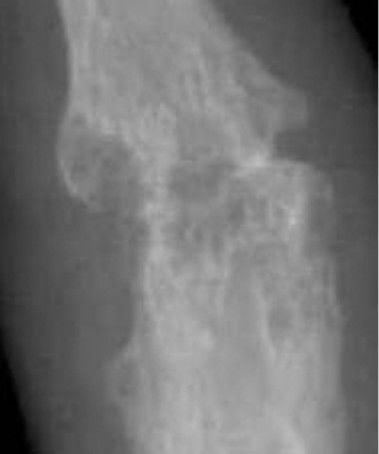
類風濕性關節炎造成的骨侵蝕

類風濕性關節炎是一種免疫系統會攻擊自身組織的疾病。攻擊不僅針對關節，也針對許多其他身體部位。大部分的傷害發生在關節內膜和軟骨，最終侵蝕該關節兩個相對的骨骼。通常影響手指、腕、膝、肘等關節，且有對稱性（同時發生於右側與左側），如果不及時治療，可能在幾年內導致嚴重畸形。好發於20歲以上的人群。兒童罹病時，可能伴有皮疹、發燒、疼痛、失能、日常活動受限。早期診斷和積極治療，與發作後長時間未被診斷相比，前者的生活品量較好。相關性最強的風險因子是：女性、類風濕性關節炎的家族病史、接觸菸草煙霧。
骨侵蝕是類風性濕關節炎的主要特徵。骨頭通過破骨細胞和成骨細胞的作用不斷進行重塑。類風濕性關節炎造成關節骨侵蝕的主要觸發因子之一是滑膜發炎，其部分原因是產生了促炎性細胞激素和核因子κB配體受體活化劑（RANKL）（Th17細胞和成骨細胞的一種表面蛋白）。成骨細胞可以通過RANK/RANKL機制直接誘發破骨細胞活性。

### 痛風
又稱「代謝性關節炎」。痛風是由於尿酸結晶沉積在關節中而發炎。另有一種較少見的痛風性關節炎，是由焦磷酸鈣的菱形晶體所引起的，稱為假性痛風。早期的痛風性關節炎常發作於單一關節，但隨著時間可以發作於多關節並造成跛行。痛風的關節常會腫脹並失去功能。未成功治療的痛風會相當疼痛，並能使人衰弱。標準的痛風藥物為降低尿酸生成（如别嘌醇、非布索坦）或增進腎臟排出尿酸（如丙磺舒），如果仍無法控制血中尿酸濃度和痛風症狀時，即為難治性慢性痛風。

### 其他
敗血性關節炎是另一種嚴重的關節炎。臨床表現為突然寒顫、發燒、關節痛。疾病是由身體其他部位的細菌引起的，必須迅速診斷並及時治療，以防止不可逆的關節損害。
乾癬可發展為乾癬性關節炎。大多數病患會先出現皮膚問題，然後發展為關節炎。典型特徵是持續的關節痛、僵硬、腫脹。這個疾病會反覆發作與進入緩解期，但無法治癒。一小部分人會發展成嚴重疼痛的破壞性關節炎，損壞手部小關節，可導致永久性的手功能喪失。

## 治療
目前尚無治癒類風濕性關節炎或骨關節炎的方法。治療方法取決於關節炎的類型，可包括物理治療、生活型態的改變（運動和體重控制）、護具、藥物治療。具侵蝕性的關節炎可能需要進行關節置換術。藥物可幫助減輕發炎與疼痛。

### 物理治療與職能治療
各研究顯示關節運動可以明顯改善長期疼痛。此外，關節運動有助於維持該關節和整個人的健康。
病患可以從物理治療和職能治療中受益。物理治療已被證明可以顯著幫助晚期病患改善功能、減輕疼痛、延緩對外科手術的需求。物理治療師引導的運動被證明比藥物能更有效地治療膝骨關節炎。運動常著重在提高肌肉力量、耐力、靈活度。運動也可用來訓練平衡。職能治療可以協助活動，製作輔具改善患處的使用來減少其失能。輔具有現成的，也可量身訂做。
需要進行進一步研究確認經皮電刺激對膝骨關節炎的疼痛控制。
可考慮使用低功率雷射來減輕與關節炎有關的疼痛和僵硬。
脈衝電磁場治療有初步證據支持改善關節功能，但沒有證據顯示會改善骨關節炎的疼痛。

### 藥物
有幾種類型的藥物可用於治療關節炎。通常治療從副作用最少的藥物開始，如果療效不足，再調整使用其他藥物。
針對不同類型的關節炎，所用藥物可能不同。例如，骨關節炎的一線治療是乙醯胺酚，而發炎性關節炎（如類風濕性關節炎和乾癬性關節炎）可採用非類固醇消炎止痛藥（NSAIDs），如布洛芬。鴉片類藥物和非類固醇消炎止痛藥的耐受性可能較差，但局部劑型（如貼布、凝膠、噴劑）比口服劑型具有更好的安全性。對於更嚴重的骨關節炎病例，可以考慮關節注射皮質類固醇或玻尿酸。
治療類風濕性關節炎的藥物可包含靜脈注射皮質類固醇和單株抗體。由於類風濕性關節炎與自體免疫有關，所以不只止痛藥和消炎藥，還包括另一類稱為疾病調節抗風濕藥（DMARDs）的藥物。DMARDs旨在通過啟動後天免疫反應來減緩類風濕性關節炎的進程，其中一部分是仰賴輔助型T細胞，特別是Th17細胞。Th17細胞大量存在於關節內的骨破壞部位並產生發炎性細胞激素，例如白血球介素17（IL-17）。

### 外科手術
自1950年代以來，許多外科手術已被納入關節炎的治療，如膝關節或髖關節置換術。膝骨關節炎的關節鏡手術未能比物理治療和藥物治療帶來額外好處。

### 輔具
手關節炎的病人可能連簡單的日常活動都會遭遇困難，例如轉動鑰匙或打開罐子。有特製的輔具可幫助完成這些工作，但它們通常比具有相同功能的常規產品昂貴。現在可以使用3D列印輔具作為開源硬體以降低患者的花費。輔具可幫助關節炎患者，多數關節炎患者需要並使用它們。

## 流行病學
關節炎主要是老年人的疾病，但兒童也可能受到影響。無論在任何的年齡層、人種、族群、文化，女性都比男性更常患有關節炎。美國疾病管制與預防中心基於2013－2015年數據的一項調查，有5440萬（22.7%）成年人被醫師診斷關節炎，還有2370萬人（佔關節炎病患的43.5%）有關節炎引起的活動受限，隨著人口老化，這些數值可能會再增加。患有心臟病、糖尿病、肥胖症的成年人，關節炎盛行率高於平均水準（分別為49.3%、47.1%、30.6%）。
從1990年到2010年，因肌肉骨骼疾患引起的身體失能增加了45%，其中，骨關節炎是增長最快的主要疾病。許多關於肌肉骨骼疾病盛行率上升的報告缺乏和低估了來自非洲的數據。一項系統回顧報告評估了非洲的關節炎盛行率，包括二十項基於人群的研究和七項基於醫院的研究。大部分研究（十二項）來自南非，九項研究有良好品質，十一項研究品質中等，七項研究品質較差，其盛行率如下：
- 類風濕性關節炎：阿爾及利亞城市地區為0.1%；剛果民主共和國城市地區為0.6%；南非城市和農村地區分別為2.5%和0.07%；埃及農村地區為0.3%；萊索托農村地區為0.4%。
- 骨關節炎：南非城市地區為55.1%；65歲以上南非人介於29.5%－82.7%之間。
  - 膝骨關節炎在所有類型的骨關節炎中盛行率最高，在南非農村地區為33.1%。
- 僵直性脊椎炎：在南非農村地區為0.1%。
- 乾癬性關節炎：在南非城市地區為4.4%。
- 痛風：南非城市地區為0.7%。
- 幼年特發性關節炎：埃及城市地區為0.3%。

## 歷史
從恐龍的研究中發現有骨關節炎和潛在的發炎性關節炎的證據。人類的關節炎最早可追溯到公元前4500年，早期的研究報告中，關節炎常被認為是史前人類最常見的疾病，在田納西州和現在堪薩斯州奧拉西部分地區的美洲原住民骨骼遺骸就有這樣的發現。整個歷史上都能發現關節炎的證據，比如從現代義大利和奧地利邊界發現的木乃伊冰人奧茲（約公元前3000年）到埃及的木乃伊（約公元前2590年）都有。
公元1715年，威廉·穆斯格雷夫發表他最重要的醫學著作《關節炎症狀》（De arthritide symptomatica）第二版，談及關節炎及其影響。法國婦女庇護所的28歲住院醫師奧古斯丁·雅各布·蘭德雷·博韋（Augustin Jacob Landré-Beauvais）是第一個描述類風濕性關節炎症狀的人，儘管他誤將之歸類為痛風，但他的論文激勵其他人進一步研究該疾病。